# Wilver Jiménez
Wilver Jiménez (ur. 16 marca 1990 w Wenezueli) – wenezuelski piłkarz grający na pozycji bramkarza w klubie Atlético Venezuela.